# Fort Nelson
Fort Nelson är en ort i Kanada.   Den ligger i provinsen British Columbia, i den centrala delen av landet, 3 400 km väster om huvudstaden Ottawa. Fort Nelson ligger 415 meter över havet och antalet invånare är 4 514.
Terrängen runt Fort Nelson är lite kuperad. Trakten runt Fort Nelson är nära nog obefolkad, med mindre än två invånare per kvadratkilometer.. Det finns inga andra samhällen i närheten.
I omgivningarna runt Fort Nelson växer i huvudsak blandskog.